# Jamil Hasanli
Jamil Poladkhan oglu Hasanli (en azerí: Cəmil Poladxan Həsənli, 15 de enero de 1952) es un historiador de Azerbaiyán, exasesor del presidente de Azerbaiyán, actual diputado a la Asamblea Nacional de Azerbaiyán desde 2000, miembro de la Comisión Presidencial para la Educación, miembro de la Academia Nacional de Ciencias de Azerbaiyán, más prominente por su trabajo sobre la historia de la Guerra Fría, las regiones de Azerbaiyán de Karabaj y Najicheván y miembro de la Sociedad Estadounidense de Estudios de Oriente Medio de 1998.